# World Series by Renault

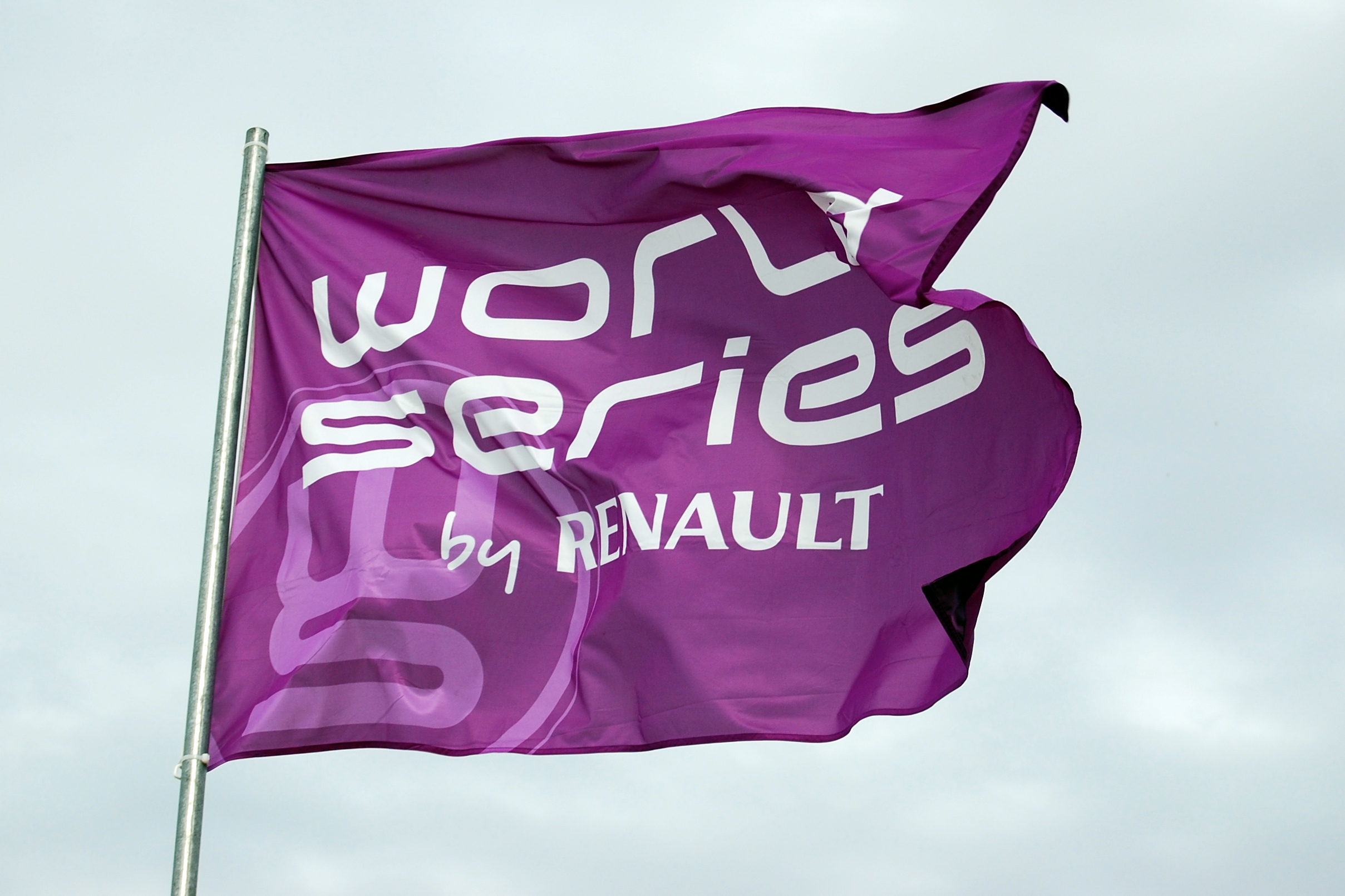
En World Series by Renault-flagga.

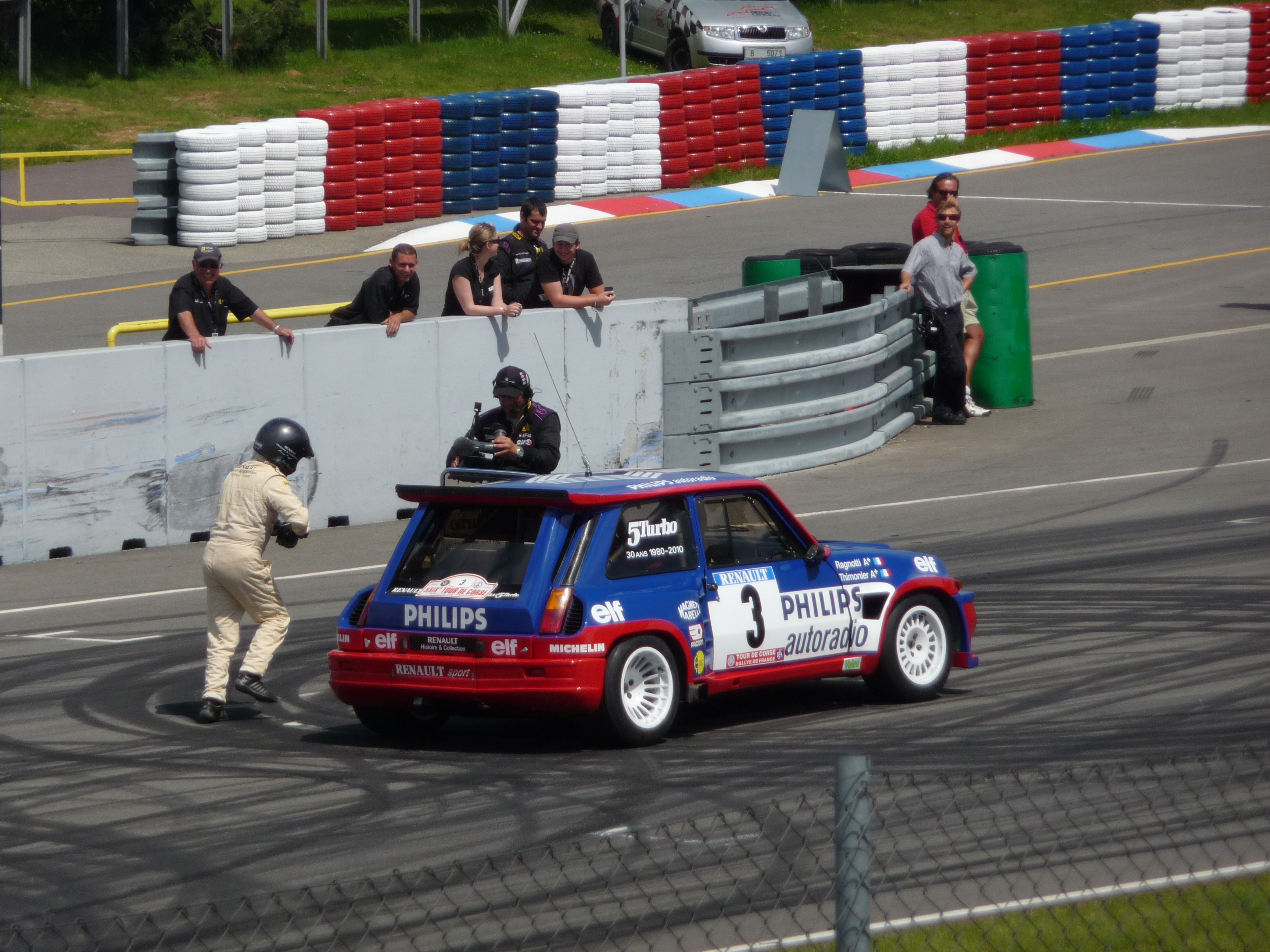
Uppvisning av Jean Ragnotti på Masaryk Circuit 2010.

World Series by Renault, tidigare World Series by Nissan, var ett europeiskt bilsportevenemang, vilket innehåller ett antal racingklasser som körs under samma helger på samma bana med bilar från Renault. Innan Renault tog över 2005 var det Nissan som drev evenemanget. Till skillnad från de flesta andra stora motorsportevenemang är inträdet gratis och biljetter går att ladda ned från deras webbplats. Den största och mest kända klassen är Formula Renault 3.5 Series (som ofta felaktigt benämns som World Series by Renault). Mellan tävlingarna brukar olika typer av uppvisningar hållas, bland annat körning av Formel 1-bil, och på banområdet sätts olika åkattraktioner upp, som exempelvis pariserhjul.

## Tidigare klasser
- Formula Renault 3.5 Series
- Formula Renault 2.0 Eurocup
- Renault Eurocup Mégane Trophy
- Eurocup Clio
- World Series Light
- Formula Renault V6 Eurocup
- F4 Eurocup 1.6

## Bilder

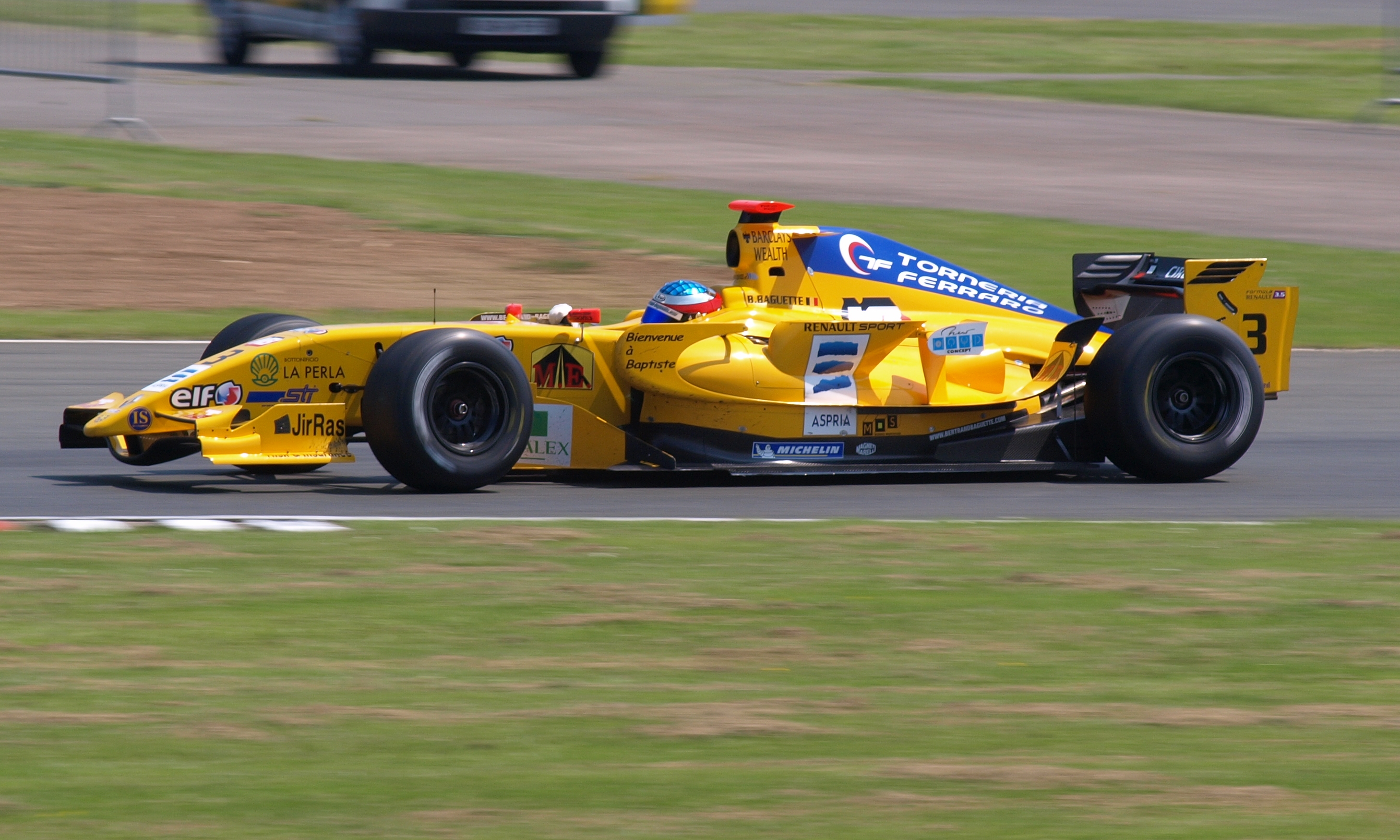
Formula Renault 3.5 Series.
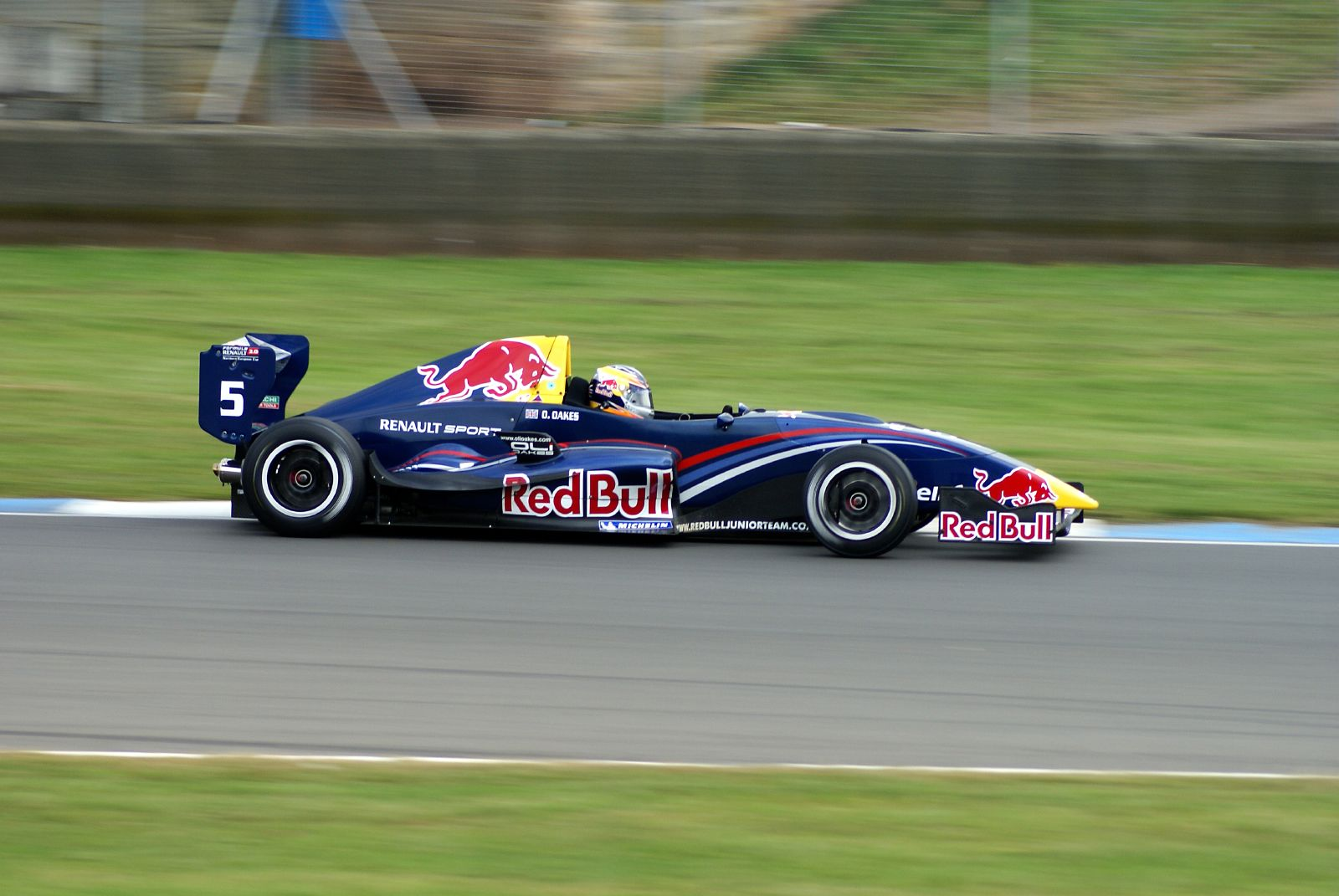
Formula Renault 2.0 Eurocup.
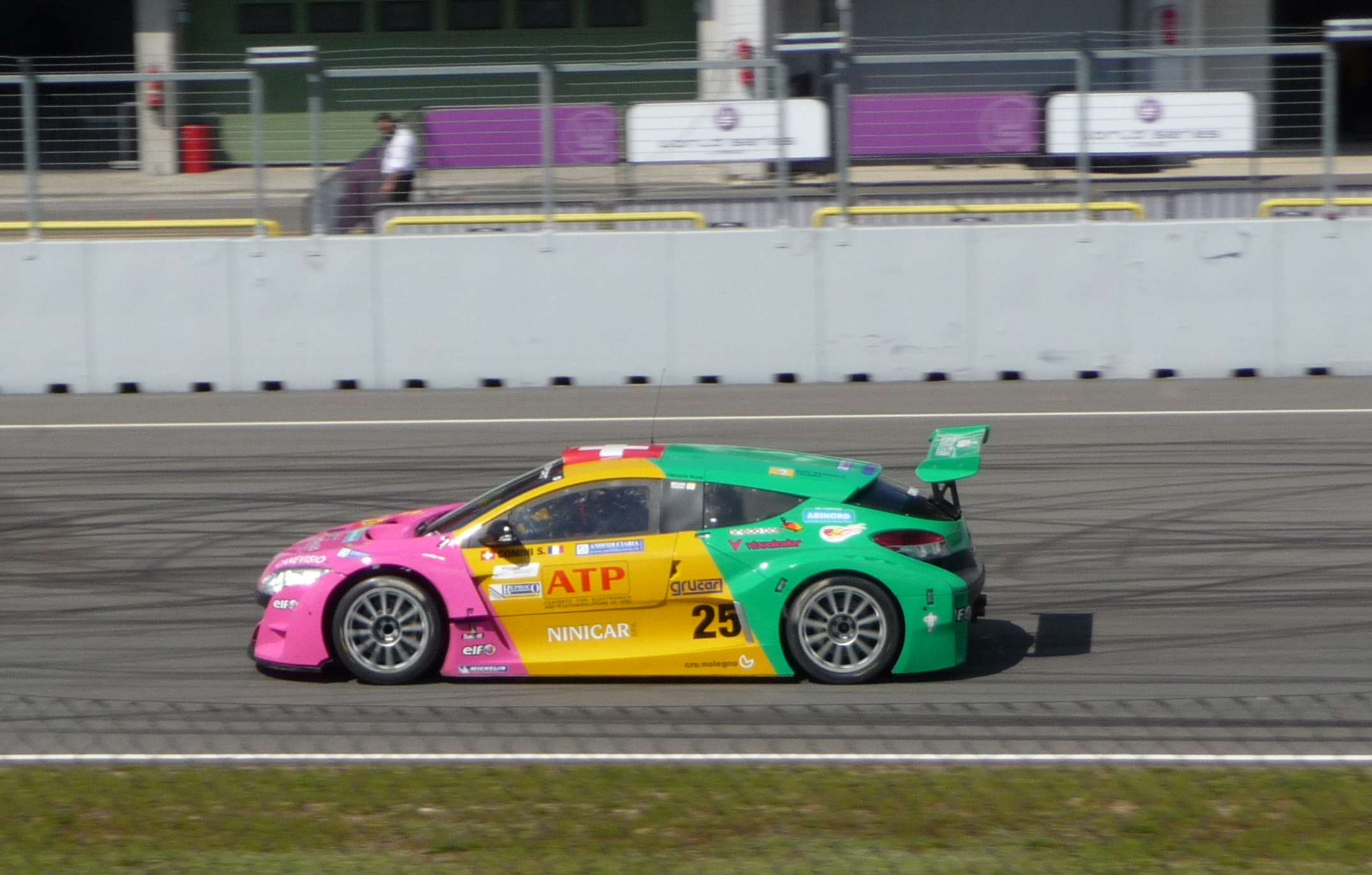
Renault Eurocup Mégane Trophy.